# Москаленко Іван Іванович
Іван Іванович Москаленко (1907—1982) — помічник начальника ГУКР СМЕРШ НКО — МВС СРСР з 26 травня 1943 до 4 травня 1946, генерал-лейтенант (1944).

## Ранні роки
Народився в українській селянській родині. З травня 1921 року працював у господарстві вітчима у селі Янковичі Київської губернії. З липня 1923 року навчався в сільськогосподарській профшколі на станції Боярка.
У РСЧА з серпня 1925 року. У вересні 1928 року закінчив Київську військово-піхотну школу, командував взводом 89-го стрілецького полку 30-ї стрілецької дивізії Українського військового округу. З липня 1930 курсант Оренбурзької військової школи льотчиків і льотних спостерігачів. Після її закінчення в грудні 1931 викладав в 9-й військовій школі льотчиків і льотних спостерігачів в Українській РСР. З липня 1933 старший льотчик-спостерігач, флагштурман 50-ї авіаційної бригади Ленінградського військового округу, з березня 1934 флагштурман авіаційного загону 1-ї штурмової авіаційної ескадрильї ОКДВА, з лютого 1935 начальник штабу 140-го авіаційного загону ОКДВА, з червня 1937 помічник начальника оперативного відділення штабу 50-й авіаційної бригади ОКДВА, з серпня 1937 начальник штабу 31-ї штурмової авіаційної ескадрильї ОКДВА. З грудня 1937 року слухач Військової академії ім. М. В. Фрунзе.
Член ВКП(б) з травня 1939 року.

## Служба в органах державної безпеки СРСР
В органах держбезпеки з червня 28 червня 1939, помічник начальника 4-го відділу (особливого) ГУДБ НКВС СРСР, одночасно з 22 жовтня 1940 начальник 1-го відділення, до 13 лютого 1941. Помічник начальника 3-го Управління НКО СРСР, начальник 1- го відділу з 13 лютого до 17 липня 1941. Помічник начальника Управління особливих відділів НКВС СРСР, начальник 1-го відділу з 22 серпня 1941 до 29 квітня 1943. Помічник начальника ГУКР СМЕРШ НКО — МВС СРСР з 26 травня 1943 до 4 травня 1946. Помічник начальника 3-го Головного управління МГБ СРСР, начальник 1-го відділу з 4 червня 1946 до 2 січня 1952. Заступник начальника УКР МДБ по Білоруському військовому округу з 2 січня 1952 по березень 1953. Заступник начальника Відділу контррозвідки — Особливого відділу МВС по Білоруському військовому округу з березня 1953 по 1954. 7 липня 1954 звільнений з органів КДБ за фактами дискредитації. Проживав у Москві.

## Звання
- Майор;
- Капітан ГБ (28 грудня 1939);
- Полковник (червень 1941);
- Майор ГБ (10 вересня 1941)
- Старший майор ГБ (25 червня 1942)
- Комісар державної безпеки (14 лютого 1943);
- Генерал-майор (26 травня 1943);
- Генерал-лейтенант (21 липня 1944).

## Нагороди
- Орден Леніна (24 листопада 1950),
- 3 ордени Червоного Прапора (20 січня 1943, 31 липня 1944, 6 листопада 1945),
- орден Кутузова II ступеня (25 березня 1945),
- 2 ордени Вітчизняної війни I ступеня (28 жовтня 1943 року, 13 вересня 1945),
- орден Червоної Зірки (3 листопада 1944),
- 9 медалей.